# Serge Leclaire
Serge Leclaire, nascido Serge Liebschutz (Estrasburgo, 6 de julho de 1924 — Argentière, 8 de agosto de 1994) foi o primero discípulo e analisando de Jacques Lacan, que se destacaria por estabelecer sua própria teoria psicanalítica. 

## Biografia
Durante seus estudos, encontrou  outro imigrante russo, Wladimir Granoff. Sua família foi morar em  Marselha, onde seu pai obteve falsos documentos  com o patronimio de Leclaire  
Um  monge  hindu lhe fez descobrir a psicanálise e os trabalhos de Françoise Dolto. Leclaire entra então no Hospital de La Salpêtrière, e começa uma análise com  Jacques Lacan, do qual foi o  primeiro discípulo, segundo Elisabeth Roudinesco artigo sobre Serge Leclaire na Encyclopedia Universalis</ref>.  
Em 1953, Leclaire funda com Lacan e Françoise Dolto (pediatra e psicanalista) a Sociedade Francesa de Psicanálise (SFP). Torna-se o secretário, seguidamente o presidente entre 1961 e 1965, enquanto membro da Associação Psicanalítica Internacional – (IPA).
Leclaire tentará fazer a IPA aceitar a Sociedade Francesa de Psicanálise, sem sucessos. Seguirá Lacan à Escola Freudiana de Paris, fundada em 1964, mas continuará  a trabalhar pela unificação da psicanálise francesa. Ele foi o analista de François Roustang.
Em 1969, Leclaire  criou com Lacan o primeiro departamento de psicanálise, na Universidade de Vincennes, Paris. Em 1983, foi o primeiro clínico a participar a uma emissão de televisão,Psy Show, deixando-a desde seus primeiros desvios. Em  1989 , criou uma Associação para uma Instância dos psicanalistas. Suas principais temáticas de pesquisa foram as psicoses, a neurose obsessiva e a sexualidade infantil.

## Tratamento das psicoses
No artigo "À procura duma psicoterapia das psicoses", publicado em   1958 na revista  Évolution psychiatrique,  Leclaire aborda o  tratamento  dos significantes pelos doentes mentais. Para o paranóico, um significante pode ter  significados múltiplos; para o esquizofrênico  vários significantes  estão ligados a um só significado. Poderia-se dizer que o esquizofrênico tem significantes demais e uma falta de significados. 
Referindo-se ao esquema de Lacan, Leclaire pensa que o eixo a-a' (o eixo do Real simbólico imaginário) falta no esquizofrênico: o esquizofrênico é privado de ego. Uma terapia consistiria pois em dar-lhe um ego. Partindo desta base teórica,Gisela Pankow desenvolveu sua terapêutica  do enxerte, porque o esquizofrênico precisa de  enxertes, comparáveis aos  grampos fixados pelo arquiteto para fortificar um edifício.